# Ariogaesus
Ariogaesus fut roi des Quades vers 172-175. Il s'opposa à l'Empire romain lors des guerres germaniques du règne de Marc Aurèle. À une date antérieure à une demande de paix de la part des Sarmates Iazyges, le comportement des Quades a déçu les attentes de Marc Aurèle. Un des griefs de Marc est qu’ils ont renvoyés le roi Furtius (en) et choisis eux-mêmes de le remplacer par Ariogaesus. L’empereur ne reconnut jamais le titre d’Ariogaesus et refusa de renouveler le traité de paix avec les Quades. Il fit aussi mettre à prix la tête d’Ariogaesus, mille pièces d’or devant revenir à qui le livrerait vivant et moitié moins pour qui ramènerait sa tête après l’avoir tué. Dion Cassius notait que l’on pouvait voir par là combien Marc Aurèle était exaspéré.
Ariogaesus fut capturé plus tard et envoyé en exil à Alexandrie, en Égypte.
Ariogaesus dut prendre le titre de roi en renversant Furtius au plus tard vers 172. Si Furtius a signé la paix de 171, son renouvellement devait être un an plus tard. La capture d’Ariogaesus doit être légèrement antérieure à 175 : elle rend la paix possible lorsqu’Avidius Cassius se révolte, et le lieu de l’exil s’explique peut-être par le voyage de Marc Aurèle en Orient.